# Осикове (Фастівський район)
Оси́кове — село Бишівської сільської громади Фастівського району Київської області. Площа населеного пункту — 261 га, кількість дворів — 222. Кількість населення — 289 осіб.
Село засноване німецькими колоністами. Під назвою Осиповия вперше позначене на карті Шуберта 1868 року.
У 1961 р. відкрився клуб на 200 місць. У 1992 р. утворено колгосп «Осиківський». У центрі села — пам'ятник загиблим воїнам. У роки Німецько-радянської війни з фронтів не повернулося 20 жителів села. Інші згадки про Осикове пов'язані з Лишнею.
У 2009 році у селі почалося будівництво церкви ікони Божої Матері «Всецариця» (УПЦ МП).

## Населення

### Мова
Розподіл населення за рідною мовою за даними перепису 2001 року:
| Мова            | Кількість | Відсоток |
| --------------- | --------- | -------- |
| українська      | 322       | 92.53%   |
| російська       | 12        | 3.45%    |
| білоруська      | 2         | 0.57%    |
| інші/не вказали | 12        | 3.45%    |
| Усього          | 348       | 100%     |

## Галерея

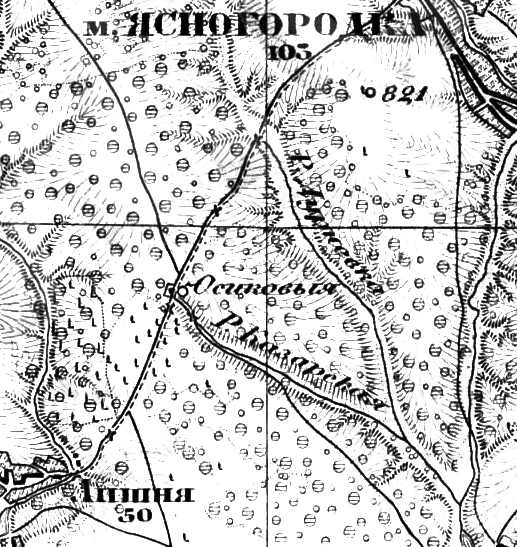
Осикове на карті Шуберта, 1868 рік
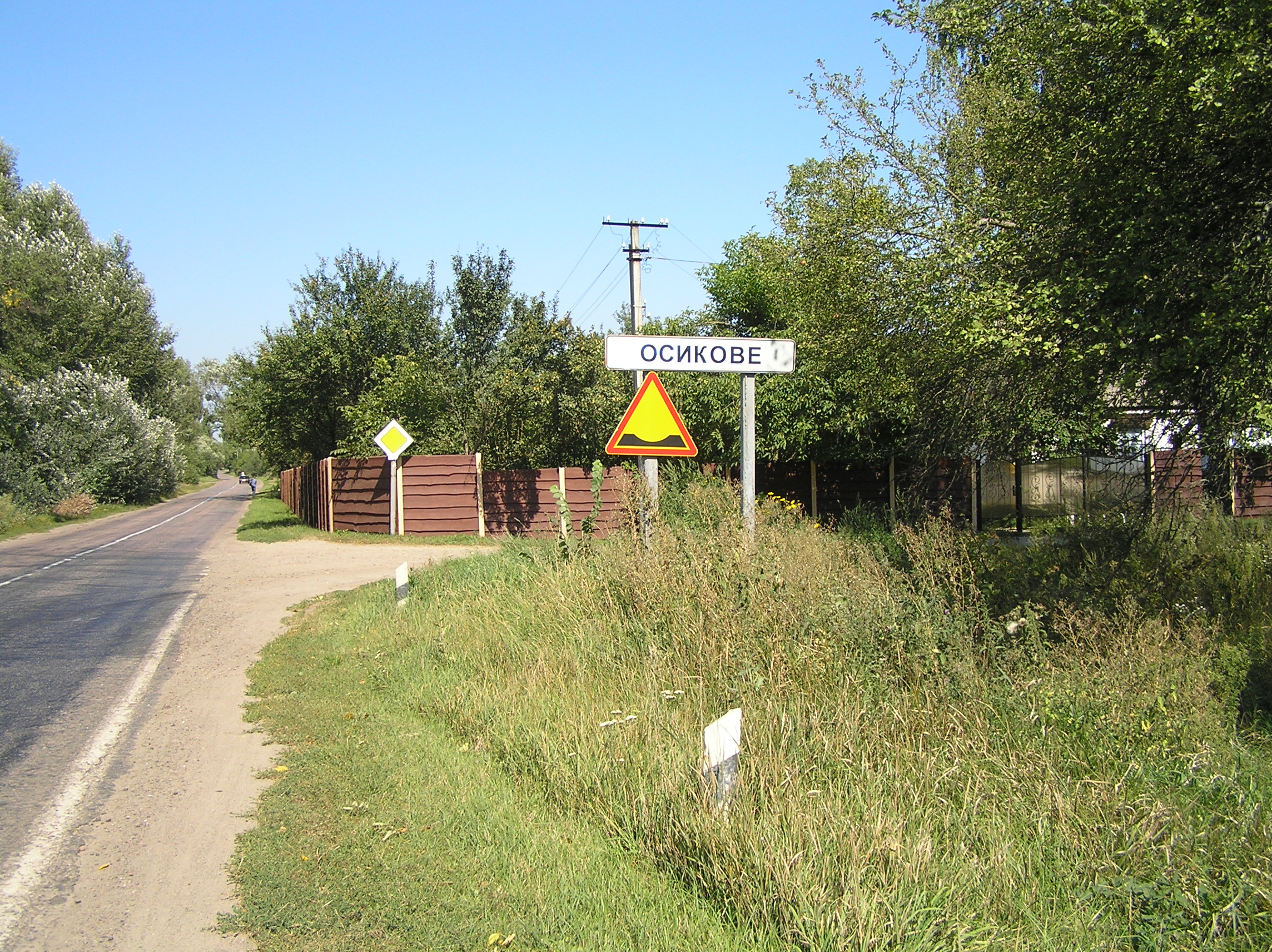
Знак на в'їзді до села
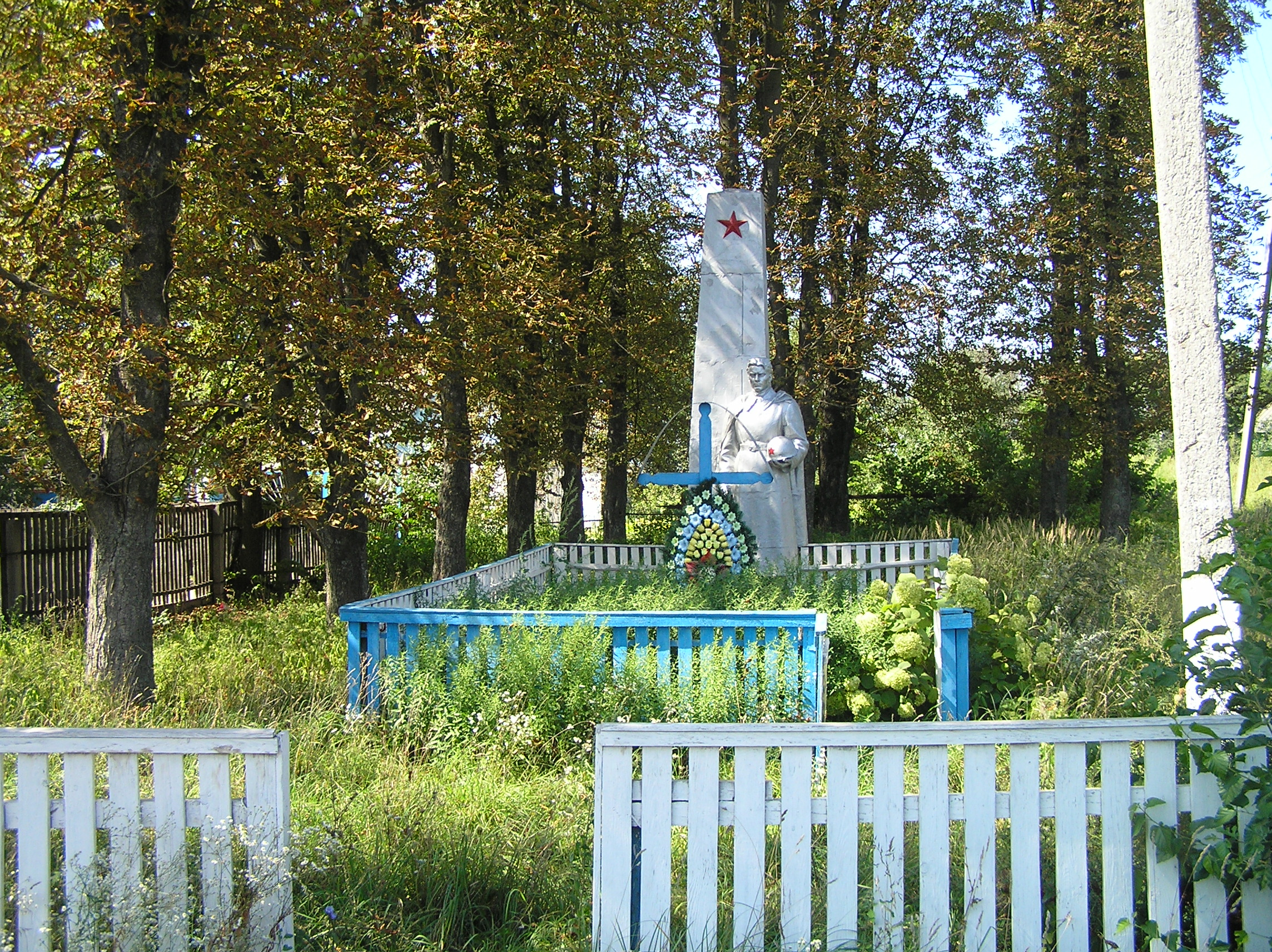
Пам'ятник загиблим у німецько-радянській війні